# Бестселер
Бестселер (з англ. bestseller — той, що добре продається) — популярна книжка, яка потрапила до списку тих, які найбільше продаються.
Термін «бестселер» не визначає літературної якості твору, він лише говорить про його велику популярність, як, наприклад, термін «блокбастер» про фільми чи термін «хіт» про музичні твори.
Списки бестселерів публікуються зазвичай щотижня в популярних газетах, наприклад, «Нью-Йорк Таймс», на основі інформації, зібраної в книжкових крамницях. Публікує списки бестселерів також Amazon.com.